# Американська спілка маммалогів
Американська спілка маммалогів була заснована в 1919 році. Ії головна мета — заохочувати вивчення ссавців і професій, що їх вивчають. У цьому товаристві налічується понад 4500 членів, які є професійними вченими. Щороку проводяться кілька засідань спілки. Спілка курує кількома публікаціями, такими як  Journal of Mammalogy ,  Special Publications ,  Mammalian Species , and Society Pamphlets. Найвідоміший з них — «Журнал мамології». ASM також підтримує Бібліотеку зображень ссавців, яка містить більше 1300 слайдів. Президент, віце-президент, секретар, секретар-скарбник та редактор журналу обираються членами спілки. Крім того, до складу спілки входить тридцять один комітет, включаючи Комітет з догляду та використання тварин, Комітет з нагородження за охорону довкілля, Комітет з міжнародних відносин та Комітет з публікацій. Він також надає численні гранти та винагороди за дослідження ссавців. Ці нагороди можуть отримати як науковці, так і студенти. Спілка також сприяє у працевлаштуванні своїх членів.

## Зовнішні джерела
- Сайт Американської спілки маммалогів [Архівовано 16 серпня 2017 у Wayback Machine.]
- Сайт журналу Journal of Mammalogy [Архівовано 7 квітня 2021 у Wayback Machine.]
- Сайт журналу Mammalian Species [Архівовано 31 березня 2021 у Wayback Machine.]